# Religione rivelata
Una religione si definisce rivelata quando essa afferma di fondarsi, in tutto o in parte, sulla comunicazione di conoscenze dalla propria divinità agli uomini. Tali conoscenze vanno col nome di verità rivelate. 
Tra le religioni rivelate vi sono l'Ebraismo, il Cristianesimo e l'Islam; le verità rivelate di cui esse sono depositarie costituiscono i loro testi sacri: rispettivamente la Bibbia ebraica, la Bibbia cristiana ed il Corano.